# Jaroslav Boroviak
Jaroslav Boroviak (* 11. října 1962) je bývalý slovenský fotbalista.
Po skončení aktivní kariéry působil jako trenér mládeže.

## Fotbalová kariéra
V lize hrál za Duklu Banská Bystrica. Dále hrál za ZŤS Martin a Vihorlat Snina.